# Eochroa
Eochroa is een geslacht van vlinders van de familie nachtpauwogen (Saturniidae), uit de onderfamilie Saturniinae.

## Soorten
- E. trimenii Felder, 1875